# (18991) Tonivanov
(18991) Tonivanov est un astéroïde de la ceinture principale d'astéroïdes.

## Description
(18991) Tonivanov est un astéroïde de la ceinture principale d'astéroïdes. Il fut découvert le 1er septembre 2000 à Socorro (Nouveau-Mexique) par le projet LINEAR. Il présente une orbite caractérisée par un demi-grand axe de 2,28 UA, une excentricité de 0,07 et une inclinaison de 5,0° par rapport à l'écliptique.

## Compléments